# Physarum
Physarum ist eine Gattung von Schleimpilzen aus der Gruppe der Myxogastria, deren mit über 100 Arten größte Gattung sie ist. Rund zwei Drittel der Arten der Gattung sind in ihrer Verbreitung auf die Neotropis beschränkt.

## Merkmale
Die oft auffällig gefärbten Fruchtkörper sind sporokarp bis plasmodiokarp, nur selten annähernd aethalienförmig. Eine Columella kann vorhanden sein oder auch fehlen. Das auf seiner Oberfläche fast immer mehr oder weniger mit Kalkknötchen bedeckte Peridium ist ein- oder zweilagig, selten dreilagig.
Das Capillitium besteht aus Kalkknötchen, die durch durchsichtige, gelegentlich hohle Fäden miteinander verbunden und am Peridium sowie dem Ansatz des Sporokarps verankert sind. Eine Pseudocolumella kann vorhanden sein oder auch fehlen.
Die Kalkknötchen sind stets körnig, können allerdings durch Nässe und erneutes Trocknen kristallisieren.

## Verbreitung
Die Gattung ist weltweit verbreitet, rund zwei Drittel der Arten sind allerdings neotropisch. Viele ihrer Arten sind in den jeweiligen Verbreitungsgebieten häufig.

## Systematik und Forschungsgeschichte
Die Gattung wurde 1794 von Christiaan Hendrik Persoon erstbeschrieben, Typusart ist Physarum aureum. Verwandte Gattungen sind Craterium und Badhamia.
Die Gattung umfasst über 100 Arten, darunter:
- Physarum aeneum
- Physarum polycephalum
- Physarum albescens T H Macbride 1926[3]
- Physarum album
- Physarum aureum
- Physarum bivalve
- Physarum bogoriense
- Physarum cinereum
- Physarum compressum
- Physarum confertum[3]
- Physarum conglomeratum
- Physarum crateriforme
- Physarum daamsii
- Physarum didermoides
- Physarum digitatum
- Physarum flavicomum
- Physarum florigerum
- Physarum globuliferum
- Physarum gyrosum
- Physarum hongkongense
- Physarum lakhanpalii
- Physarum lateritium
- Physarum leucophaeum
- Physarum loratum
- Physarum luteolum
- Physarum melleum
- Physarum mortonii[3]
- Physarum mutabile
- Physarum nigripodum
- Physarum nucleatum
- Physarum nutans
- Physarum oblatum[3]
- Physarum plicatum
- Physarum psittacinum
- Physarum pulcherrimum
- Physarum pusillum
- Physarum reniforme
- Physarum rigidum
- Physarum roseum
- Physarum stellatum
- Physarum sulphureum
- Physarum superbum
- Physarum tenerum
- Physarum virescens
- Physarum viride

## Nachweise
Fußnoten direkt hinter einer Aussage belegen die einzelne Aussage, Fußnoten direkt hinter einem Satzzeichen den gesamten vorangehenden Satz. Fußnoten hinter einer Leerstelle beziehen sich auf den kompletten vorangegangenen Absatz.
1. 1 2  Michael J. Dykstra, Harold W. Keller: Mycetozoa In: John J. Lee, G. F. Leedale, P. Bradbury (Hrsg.): An Illustrated Guide to the Protozoa. Band 2. Allen, Lawrence 2000, ISBN 1-891276-23-9, S. 977 (englisch).
2. 1 2 3 4 5  Marie L. Farr: Myxomycetes. In: Flora Neotropica. Band 16. The New York Botanical Garden, New York 1976, ISBN 0-89327-009-1, S. 101.
3. 1 2 3 4  T H Macbride: The North American slime-moulds. Macmillan, New York 1922, S. 1–299.